# The Devil with Hitler
The Devil with Hitler ist eine mittellange, 1942 von der Produktionsfirma des Komödienspezialisten Hal Roach hergestellte Kinoproduktion, eine Mischung aus satirischer Komödie und Propagandafilm. Bobby Watson verkörperte hier zum ersten Mal Adolf Hitler, acht weitere Auftritte als der „Führer“ sollten in den kommenden zwei Jahrzehnten folgen.

## Handlung
In der Hölle gärt es: Der Vorstand beschließt, Satan vom Chefposten zu entbinden, weil Hitler viel dämonischer als der Höllenfürst agiert. Man findet, dass der deutsche Diktator Satans Posten übernehmen sollte. Der Teufel verlangt 48 Stunden Frist: Sollte er es in diesen zwei Tagen nicht schaffen, dass Hitler wenigstens eine gute Tat vollbringt, dann werde er seinen Posten räumen. 
Um an den „Führer“ heranzukommen, sorgt der Teufel dafür, dass Hitlers Kammerdiener Dinge vermasselt, und übernimmt dessen Stelle unter dem Namen „Gesatan“.  Er erzeugt Durcheinander, als Hitlers Verbündete aus Italien (Mussolini) und Japan („Suki Yaki“) erscheinen. Hitler ist derart genervt, dass er die Hinrichtung seines persönlichen Astrologen anordnet, der ihm einen ruhigen Tag vorausgesagt hatte. Nun steigt der Teufel alias Gesatan zu Hitlers neuem Chefberater auf und flüstert ihm ein, jeden Tag mindestens eine gute Tat zu vollbringen. Doch der Diktator hat anderes im Sinn. ihm ist nach Hinrichtungen, und er will mit dem windigen Versicherungsvertreter Walter Beeter und Linda Kraus, einer Spionin, die nicht spionieren will, anfangen. Gesatan versucht, Hitler dazu zu bewegen, Beeter wenigstens eine Police abzukaufen, mit deren Geld man Krankenhäuser und Altersheime finanzieren könne. Tatsächlich erwirbt der Führer eine Police für seinen japanischen Verbündeten, doch zeigt sich rasch, dass die Verbündeten einander nicht vertrauen und jeder für den anderen eine Bombe unter dem Kissen deponiert hat (die allerdings alle rechtzeitig entdeckt werden).
Satan verkleidet sich nun als Hitler und befreit Walter und Linda. Hitler tobt, aber Satan gelingt es, alle davon zu überzeugen, dass Hitler ein Betrüger und er selbst der wahre Hitler sei. Der „Führer“ wird daraufhin vor ein Erschießungskommando gestellt. Suki Yaki und Mussolini erweisen sich als lausige Verbündete und retten Hitler erst, als dieser ihnen im Angesicht des Todes große Versprechungen macht. Alle drei jagen nun den falschen Hitler, der in ein Sprengstofflager flüchtet. Hier befinden sich auch Linda und Walter. Satan schließt die Tür ab, entzündet die Lunte einer kugelförmigen Bombe, und überreicht diese dem echten Hitler. Nach einigem wilden Slapstick mit der Bombe lässt Hitler in höchster Not Linda und Walter im Austausch gegen den Türschlüssel frei. Seine „einzige gute Tat“ ist vollbracht. Dann explodieren Bombe und Sprengstoff. Als Hitler in der Hölle eintrifft, kümmert sich Satan persönlich um dessen teuflische Bestrafung.

## Produktionsnotizen
The Devil with Hitler wurde am 22. Oktober 1942 uraufgeführt. Im deutschsprachigen Raum wurde der Film auch nach 1945 nicht in die Kinos gebracht. Die Geschichte wurde 1943 mit dem nahezu gleichlangen Film That Nazty Nuisance fortgesetzt. Auch dort war Watson als Hitler zu sehen.
Die Filmbauten entwarf Charles D. Hall, die Ausstattung übernahm William Stevens.

## Kritik
Halliwell’s Film Guide empfand den Film als eine „irgendwie infantile Kriegsfarce“.